# Meringostylus schineri
Meringostylus schineri är en tvåvingeart som beskrevs av Kertesz 1908. Meringostylus schineri ingår i släktet Meringostylus och familjen vapenflugor. Inga underarter finns listade i Catalogue of Life.